# Lloyd C.II
Lloyd C.II — літак-розвідник або легкий бомбардувальник типу біплан, що використовувався в Першій світовій війні Цісарсько-королівські повітряні сили Австро-Угорщини.

## Історія

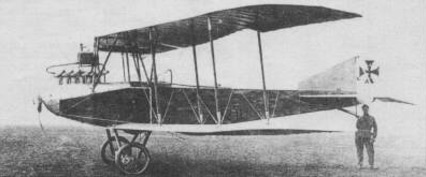
Lloyd C.II

Після випробувань біплану В-І угорська компанія Ллойд фабрика літаків і моторів (нім. Lloyd Flugzeug- und Motorenfabrik) у Асод виготовила для повітряних сил Австро-Угорщини розвідник С-І з мотором Австро-Даймлер "Hiero" потужністю 110 к.с. (1914). На випробуваннях першого літака у летовищі Відень-Асперн 27 червня 1914 пілот Генріх Бір (нім. Bier) з пасажиром поставив рекорд висоти 6 170 м. Було побудовано 32 літаки С-І серії 41.
Літаки серії 42 отримали позначення С-ІІ. Вони різнились спільною кабіною пілота і спостерігача, зміненою геометрією крил із менш загнутою задньою частиною крила і більш заокругленою передньою. На них встановлювали мотори у 118 к.с. Австро-Даймлер чи Hieronymus. Було побудовано 70 машин.
Покращену серію 43 з 50 літаків С-ІІІ випускали з 1916 року. Також літаки почали збирати на Віденській фабриці кузовів і літаків Др. Ґутмана. Вониотримали мотор у 160 к.с. Поверх верхньої площини верхнього крила встановили кулемет для пілота. Використовувались в основному на Італійському фронті.
Серію 44 C-IV випустили ще 1916 із дещо зміненою кабіною.
Серію 46 C-V мала покращену аеродинаміку із зміною конструкції і розміру крил (1917), мотор Austro-Daimler у 185 к.с. і ліцензійний мотор Benz Bz.IV у 220 к.с., що збільшувало швидкість на 32 км/год.
Загалом було побудовано близько 500 літаків усіх модифікацій Lloyd  C.
Починаючи з С-ІІ літаки спостерігача озброювали 7,69 мм кулеметом Schwarzlose. Наприкінці 1917 літаки Lloyd C не застосовували на фронті, а використовували як навчальні. Після розпаду Австро-Угорщини вони використовувались у військах деяких країн до 1920 р.

## Тактико-технічні характеристики

### Lloyd B Serie 40
|                      |                                                        |
| Розміри              | Параметри                                              |
| Тип літака:          | літак-розвідник                                        |
| Довжина:             | 8,90 m                                                 |
| Розмах крил:         | 14,40 m oben                                           |
| Висота:              | 3,15 m                                                 |
| Маса порожнього:     | 810 kg                                                 |
| Вантажопідйомність:  | 382 kg                                                 |
| Стартова маса:       | 1.060 kg                                               |
| Площа крила:         | 37,6 м² l                                              |
| Мотор:               | 1 водяного охолодження рядний Austro Daimler, 140 к.с. |
| Макс. швидкість:     | 130 km/год                                             |
| Практична стеля :    | 4300 m                                                 |
| Тривалість польоту : | 5 годин 30 хв.                                         |
| Практична дальність: | 600 km                                                 |
| Озброєння:           | відсутнє                                               |
| Екіпаж:              | 1 пілот, 1 спостерігач                                 |
| Конструктор:         | ?                                                      |